# Антологія американської народної музики
«Антологія американської народної музики» (англ. Anthology of American Folk Music) — це збірка з трьох музичних альбомів, випущена 1952 року лейблом Folkways Records, що містить вісімдесят чотири зразки американської народної, блюзової та кантрі-музики, записаних різними виконавцями з 1926 по 1933 рік. Альбом було зібрано з особистої колекції грамофонних платівок режисера експериментальних фільмів Гаррі Сміта.
Після свого випуску «Антологія» продавалася відносно погано і не мала помітного висвітлення в джерелах, окрім незначної згадки 1958 року в журналі Sing Out! Пізніше її стали вважати знаковим випуском в історії музичних альбомів, а також суттєвим чинником, що вплинув на відродження американської народної музики 1950-х і 1960-х років. 2003 року в журналі Rolling Stone збірку поставили на 276 місце в списку 500 найкращих альбомів усіх часів, а 2005 року її було внесено Бібліотекою Конгресу до Національного реєстру звукозаписів.

## Передумови
Гаррі Сміт, ексцентричний режисер та фокусник Західного узбережжя, ще у підлітковому віці почав збирати старі записи блюзу, джазу, кантрі, музики каджунів та госпелу, та накопичив велику колекцію записів на грамофонних платівках. У 1947 році він зустрівся з видавцем Мозесом Ашем, який хотів придбати колекцію для власного лейблу Folkways Records. За словами Сміта, він вибрав записи з періоду між «1927 роком, коли електронний запис зробив можливим точне відтворення музики, і 1932 роком, коли Велика депресія зупинила продаж народної музики».
Коли «Антологія» була випущена, ані Folkways, ані Сміт не мали ліцензійних прав на ці записи, бо багато з них були видані іншими звукозаписними компаніями, включаючи Columbia та Paramount, тому формально вона вважається бутлегом. Засновник Folkways Мозес Аш дійсно мав «репутацію людини, що випускала пісні, захищені авторським правом, оминаючи належні легальні канали». Пізніше Folkways отримає деякі ліцензійні права, але повністю «Антологія» буде ліцензована лише під час перевидання Смітсонівським інститутом в 1997 році.

## Зміст антології
Компіляція була розділена Смітом на три частини, кожна з яких містила по два альбоми: «Балади», «Соціальна музика» та «Пісні». Перша частина складається з балад, включаючи багато американських версій балад Чайлда, що походили з англійської народної традиції. Друга частина «Соціальна музика» містить музику, яка, ймовірно, виконувалася на світських зборах або танцях, причому багато пісень були інструментальними, а також релігійні та духовні пісні, включаючи госпел. Третя частина «Пісні» складається зі звичайних пісень, присвячених побуту, включаючи теми шлюбу, праці, ув'язнення та смерті
Оригінальна версія буклета Сміта містить посилання на три додаткові заплановані частини серії, які мали б складати антологію музики до 1950 року. Хоча за його життя нічого з цього не було видано, 2000 року вийшла четверта частина збірки. Вона мала назву «Трудові пісні» та була присвячена пісням про роботу, в основному містивши профспілкові пісні. На відміну від перших трьох частин, четверта містить пізніший матеріал, записаний аж до 1940 року.

## Дизайн

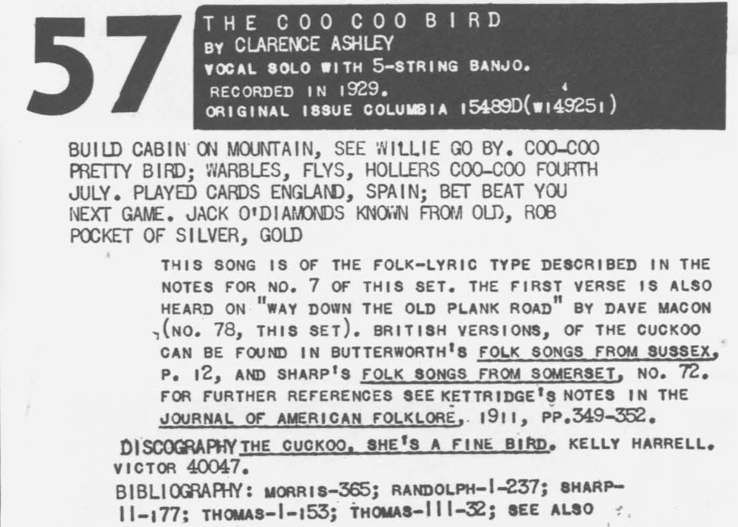
Приклад із нотаток Сміта: № 57 — The Coo Coo Bird

Дизайном «Антології» Сміт опікувався особисто. Він сам створив анотації до пісень, які стала майже так само відомі, як і музика. Він використовував незвичайний фрагментований метод колажу, який передвіщав деякі постмодернові твори мистецтва. Сміт також написав короткий зміст пісень зі збірки, які читалися як газетні заголовки — для пісні «King Kong Kitchie Kitchie Ki-Me-O» Чаббі Паркера, пісні про мишу, яка одружується з жабою, Сміт зазначає: «Зоологічна різноманітність досягнута під час весілля миші та жаби, родичі це схвалюють».
Кожен із трьох наборів із двох платівок мав однакову обкладинку, гравюру Теодора де Брі з інструментом, який Сміт називав «Небесним монохордом», узятим із містичного трактату алхіміка Роберта Фладда. Цей офорт був надрукований на тлі різного кольору для кожного тому набору: синього, червоного та зеленого. Кожен із цих кольорів Сміт вважав відповідним одній з алхімічних стихій: Воді, Вогню та Повітрю відповідно. Четвертий том, випущений пізніше на лейблі Revenant, був пофарбований у жовтий колір, символізувавши Землю.

## Випуск і перевидання
Спочатку «Антологія американської народної музики» була випущена 9 серпня 1952 року як бокс-сет з трьох подвійних альбомів. Одразу після виходу він продавався відносно погано — до 1953 року Folkways продав лише п'ятдесят альбомів, сорок сім із яких розійшлися в бібліотеках і коледжах — і деякий час його не друкували через проблеми з авторським правом.
Одне з перших помітних перевидань відбулося у 1960-х роках, також у вигляді трьох окремих частин, як і оригінальний реліз. Попри заперечення Сміта, Ірвін Сілбер замінив обкладинки Сміта фотографією Бена Шана, на якій було зображено бідного фермера часів Великої депресії. Деякі вважали, що це було розумним комерційним рішенням у політично напруженій атмосфері народного руху того десятиліття.
1997 року на лейблі Smithsonian Folkways, який придбав всі записи Folkways Records у 1986 році, колекцію було перевидано на шести компакт-дисках, кожен з яких відповідав альбому оригінального набору на вінілі, включаючи копії обкладинок Сміта та буклет. Додатковий буклет включав розширену інформацію про кожну з пісень Задня обкладинка містить цитати Сміта: «Я радий сказати, що мої мрії збулися. Я бачив, як Америка змінилася завдяки музиці». На 40-й церемонії вручення премії «Греммі» перевидання виграло нагороди «Краща анотація до альбому» та «Кращий історичний альбом».
У 2006 році лейбл Shout! Factory та Архів Гаррі Сміта випустили триб'ют-альбом під назвою The Harry Smith Project: The Anthology of American Folk Music Revisited, бокс-сет із двох CD та двох DVD, що містить записи серії концертів Хела Вілнера, які відбулися 1999 та 2001 року. В альбомі беруть участь такі виконавці, як Бек, Нік Кейв, Елвіс Костелло, Стів Ерл, Бет Ортон, Лу Рід, Sonic Youth, Річард Томпсон, Вілко та інші, виконуючи кавер-версії пісень оригінальної антології.
У 2020 році лейбл Dust-to-Digital випустив компіляцію, що містила бі-сайди записів, включених до «Антології», під назвою The Harry Smith B-Sides. Деякі пісні не були включені через расистський або образливий характер текстів, що призвело до критики з боку рецензентів.

## Критичні відгуки
Пишучи для AllMusic, критик Джон Буш зауважив, що компіляція «цілком може бути найвпливовішим документом відродження фолку 50-х років. Багато записів, які з'явилися на ній, були невідомими протягом 20 років, і вона стала відкриттям для нової групи народних творів, від Піта Сігера до Джона Фейхі та Боба Ділана… Проте багато найцікавіших добірок в Антології взято від [невідомих] виконавців… таких як Кларенс Ешлі, Баском Ламар Лансфорд і Буелл Казі». Джон Парелес писав в газеті The New York Times, що пісні «все ще звучать дивовижно та дивно».
2003 року «Антологія американської народної музики» посіла 276 місце в списку 500 найкращих альбомів усіх часів за версією журналу Rolling Stone і 278 місце в переглянутому списку 2012 року. Це найбільш ранній альбом у цьому списку. У 2005 році її було внесено до Національного реєстру звукозаписів Бібліотекою Конгресу як «культурно, естетично чи історично значущу». У 2007 році альбом був включений The Guardian до списку 1000 альбомів, які варто почути перед смертю. Він увійшов до книги 2008 року «1000 Recordings to Hear Before You Die», а також до книги «101 альбом, який змінив популярну музику» 2009 року. 2012 році альбом був включений до Зали слави Греммі.
Хоча протягом перших років після випуску про «Антологію» було написано відносно мало (перше відоме посилання на збірку в пресі було в журналі народної музики Sing Out! у 1958 році, зосередившись на пісні «The Coo Coo» Кларенса Ешлі), музиканти та письменники зізнавались, який вплив це мало на них у той час. Музика на збірці стала прямим натхненням для більшості рухів за відродження народної музики. Антологія зробила доступною музику, яка раніше здебільшого належала маргінальним соціально-економічним групам. Велика кількість людей, які вперше почули цю музику через «Антологію», походили з дуже різних культурних та економічних середовищ. Багато раніше незрозумілих пісень стали стандартами в гуртожитках і фольклорних клубах завдяки включенню їх до «Антології». Деякі з музикантів, представлених в збірці, відновили свою музичну кар'єру, видали додаткові записи та повернулися до концертних виступів. Вважається, що цей реліз мав величезний вплив на відродження фолку та блюзу в 1950-х і 1960-х роках і привернув увагу таких музикантів, як Боб Ділан та Джоан Баез. «Антологія Гаррі Сміта», як її іноді називають, була своєрідною Біблією фолкмузики сцени Грінвіч-Вілледж кінця 1950-х і початку 1960-х років. Як зазначено у примітках до перевидання 1997 року, музикант Дейв ван Ронк казав, що «всі ми знали кожне слово кожної пісні з нього, включаючи ті, які ненавиділи».

## Список пісень
| Volume One: Ballads (Green Singing) | Volume One: Ballads (Green Singing)            | Volume One: Ballads (Green Singing)      | Volume One: Ballads (Green Singing) |
| #                                   | Назва                                          | Artist                                   | Тривалість                          |
| ----------------------------------- | ---------------------------------------------- | ---------------------------------------- | ----------------------------------- |
| 1.                                  | «Henry Lee» (1932)                             | Dick Justice                             | 3:26                                |
| 2.                                  | «Fatal Flower Garden» (1930)                   | Nelstone's Hawaiians                     | 2:55                                |
| 3.                                  | «The House Carpenter» (1930)                   | Clarence Ashley                          | 3:14                                |
| 4.                                  | «Drunkard's Special» (1929)                    | Coley Jones                              | 3:16                                |
| 5.                                  | «Old Lady and the Devil» (1928)                | Bill & Belle Reed                        | 3:02                                |
| 6.                                  | «The Butcher's Boy» (1928)                     | Buell Kazee                              | 3:02                                |
| 7.                                  | «The Waggoner's Lad» (1928)                    | Buell Kazee                              | 3:02                                |
| 8.                                  | «King Kong Kitchie Kitchie Ki-Me-O» (1928)     | Chubby Parker                            | 3:08                                |
| 9.                                  | «Old Shoes and Leggins» (1929)                 | Uncle Eck Dunford                        | 2:59                                |
| 10.                                 | «Willie Moore» (1927)                          | Dick Burnett and Leonard Rutherford      | 3:13                                |
| 11.                                 | «A Lazy Farmer Boy» (1930)                     | Buster Carter and Preston Young          | 2:57                                |
| 12.                                 | «Peg and Awl» (1929)                           | The Carolina Tar Heels                   | 2:57                                |
| 13.                                 | «Ommie Wise» (1929)                            | G. B. Grayson                            | 3:09                                |
| 14.                                 | «My Name Is John Johanna» (1927)               | Kelly Harrell                            | 3:12                                |
| 15.                                 | «Bandit Cole Younger» (1930)                   | Edward L. Crain                          | 2:54                                |
| 16.                                 | «Charles Guiteau» (1927)                       | Kelly Harrell                            | 3:03                                |
| 17.                                 | «John Hardy Was a Desperate Little Man» (1930) | The Carter Family                        | 2:55                                |
| 18.                                 | «Gonna Die with My Hammer in My Hand» (1927)   | Wiliamson Brothers and Curry             | 3:24                                |
| 19.                                 | «Stackalee» (1927)                             | Frank Hutchison                          | 2:58                                |
| 20.                                 | «White House Blues» (1926)                     | Charlie Poole w/ North Carolina Ramblers | 3:31                                |
| 21.                                 | «Frankie» (1928)                               | Mississippi John Hurt                    | 3:25                                |
| 22.                                 | «When That Great Ship Went Down» (1927)        | William and Versey Smith                 | 2:55                                |
| 23.                                 | «Engine 143» (1927)                            | The Carter Family                        | 3:16                                |
| 24.                                 | «Kassie Jones» (1928)                          | Furry Lewis                              | 6:13                                |
| 25.                                 | «Down on Penny's Farm» (1929)                  | The Bently Boys                          | 2:47                                |
| 26.                                 | «Mississippi Boweavil Blues» (1929)            | Charlie Patton ("The Masked Marvel")     | 3:07                                |
| 27.                                 | «Got the Farm Land Blues» (1932)               | The Carolina Tar Heels                   | 3:16                                |

| Volume Two: Social music (Red Singing) | Volume Two: Social music (Red Singing)       | Volume Two: Social music (Red Singing)           | Volume Two: Social music (Red Singing) |
| #                                      | Назва                                        | Artist                                           | Тривалість                             |
| -------------------------------------- | -------------------------------------------- | ------------------------------------------------ | -------------------------------------- |
| 1.                                     | «Sail Away Lady» (1926)                      | Uncle Bunt Stephens                              | 2:56                                   |
| 2.                                     | «The Wild Wagoner» (1928)                    | Jilson Setters                                   | 3:14                                   |
| 3.                                     | «Wake Up Jacob» (1929)                       | Prince Albert Hunt's Texas Ramblers              | 2:52                                   |
| 4.                                     | «La Danseuse» (1929)                         | Delma Lachney and Blind Uncle Gaspard            | 2:54                                   |
| 5.                                     | «Georgia Stomp» (1929)                       | Andrew & Jim Baxter                              | 2:44                                   |
| 6.                                     | «Brilliancy Medley» (1930)                   | Eck Robertson and Family                         | 2:59                                   |
| 7.                                     | «Indian War Whoop» (1928)                    | Floyd Ming and his Pep-Steppers                  | 3:10                                   |
| 8.                                     | «Old Country Stomp» (1928)                   | Henry Thomas                                     | 2:52                                   |
| 9.                                     | «Old Dog Blue» (1928)                        | Jim Jackson                                      | 3:01                                   |
| 10.                                    | «Saut Crapaud» (1929)                        | Columbus Fruge                                   | 2:47                                   |
| 11.                                    | «Acadian One Step» (1929)                    | Joseph Falcon                                    | 2:57                                   |
| 12.                                    | «Home Sweet Home» (1933)                     | The Breaux Freres                                | 3:00                                   |
| 13.                                    | «Newport Blues» (1929)                       | Cincinnati Jug Band                              | 2:55                                   |
| 14.                                    | «Moonshiner's Dance Part One» (1927)         | Frank Cloutier and the Victoria Cafe Orchestra   | 2:39                                   |
| 15.                                    | «Must Be Born Again» (1927)                  | Rev. J. M. Gates                                 | 1:28                                   |
| 16.                                    | «Oh Death Where Is Thy Sting» (1927)         | Rev. J. M. Gates                                 | 1:26                                   |
| 17.                                    | «Rocky Road» (1928)                          | Alabama Sacred Harp Singers                      | 2:42                                   |
| 18.                                    | «Present Joys» (1928)                        | Alabama Sacred Harp Singers                      | 2:50                                   |
| 19.                                    | «This Song of Love» (1932)                   | Middle Georgia Singing Convention No. 1          | 2:56                                   |
| 20.                                    | «Judgement» (1927)                           | Sister Mary Nelson                               | 2:23                                   |
| 21.                                    | «He Got Better Things for You» (1929)        | Memphis Sanctified Singers                       | 2:52                                   |
| 22.                                    | «Since I Laid My Burden Down» (1929)         | Elders McIntorsh and Edwards' Sanctified Singers | 3:16                                   |
| 23.                                    | «John the Baptist» (1928)                    | Moses Mason                                      | 3:02                                   |
| 24.                                    | «Dry Bones» (1929)                           | Bascom Lamar Lunsford                            | 2:58                                   |
| 25.                                    | «John the Revelator» (1930)                  | Blind Willie Johnson                             | 3:18                                   |
| 26.                                    | «Little Moses» (1932)                        | The Carter Family                                | 3:11                                   |
| 27.                                    | «Shine on Me» (1930)                         | Ernest Phipps and His Holiness Singers           | 3:01                                   |
| 28.                                    | «Fifty Miles of Elbow Room» (1931)           | Rev. F.W. McGee                                  | 2:40                                   |
| 29.                                    | «I'm in the Battle Field for My Lord» (1929) | Rev. D.C. Rice and His Sanctified Congregation   | 3:19                                   |

| Volume Three: Songs (Blue Singing) | Volume Three: Songs (Blue Singing)          | Volume Three: Songs (Blue Singing)             | Volume Three: Songs (Blue Singing) |
| #                                  | Назва                                       | Artist                                         | Тривалість                         |
| ---------------------------------- | ------------------------------------------- | ---------------------------------------------- | ---------------------------------- |
| 1.                                 | «The Coo Coo Bird» (1929)                   | Clarence Ashley                                | 2:54                               |
| 2.                                 | «East Virginia» (1929)                      | Buell Kazee                                    | 2:58                               |
| 3.                                 | «Minglewood Blues» (1928)                   | Cannon's Jug Stompers                          | 3:05                               |
| 4.                                 | «I Woke Up One Morning in May» (1929)       | Didier Hebert                                  | 3:01                               |
| 5.                                 | «James Alley Blues» (1927)                  | Richard Rabbit Brown                           | 3:05                               |
| 6.                                 | «Sugar Baby» (1928)                         | Dock Boggs                                     | 2:56                               |
| 7.                                 | «I Wish I Was a Mole in the Ground» (1928)  | Bascom Lamar Lunsford                          | 3:19                               |
| 8.                                 | «Mountaineer's Courtship» (1926)            | Ernest Stoneman and Hattie Stoneman            | 2:42                               |
| 9.                                 | «The Spanish Merchant's Daughter» (1930)    | The Stoneman Family                            | 3:15                               |
| 10.                                | «Bob Lee Junior Blues» (1927)               | The Memphis Jug Band                           | 3:08                               |
| 11.                                | «Single Girl, Married Girl» (1927)          | The Carter Family                              | 2:44                               |
| 12.                                | «Le vieux soûlard et sa femme» (1928)       | Cleoma Breaux and Joseph Falcon                | 3:08                               |
| 13.                                | «Rabbit Foot Blues» (1927)                  | Blind Lemon Jefferson                          | 2:55                               |
| 14.                                | «Expressman Blues» (1930)                   | Sleepy John Estes and Yank Rachell             | 3:01                               |
| 15.                                | «Poor Boy Blues» (1929)                     | Ramblin' Thomas                                | 2:22                               |
| 16.                                | «Feather Bed» (1928)                        | Cannon's Jug Stompers                          | 3:13                               |
| 17.                                | «Country Blues» (1928)                      | Dock Boggs                                     | 2:56                               |
| 18.                                | «99 Year Blues» (1927)                      | Julius Daniels                                 | 3:04                               |
| 19.                                | «Prison Cell Blues» (1928)                  | Blind Lemon Jefferson                          | 2:44                               |
| 20.                                | «See That My Grave Is Kept Clean» (1928)    | Blind Lemon Jefferson                          | 2:52                               |
| 21.                                | «C'est si triste sans lui» (1929)           | Cleoma Breaux and Ophy Breaux w/ Joseph Falcon | 2:59                               |
| 22.                                | «Way Down the Old Plank Road» (1926)        | Uncle Dave Macon                               | 2:58                               |
| 23.                                | «Buddy Won't You Roll Down the Line» (1930) | Uncle Dave Macon                               | 3:15                               |
| 24.                                | «Spike Driver Blues» (1928)                 | Mississippi John Hurt                          | 3:14                               |
| 25.                                | «K.C. Moan» (1929)                          | The Memphis Jug Band                           | 2:31                               |
| 26.                                | «Train on the Island» (1927)                | J.P. Nestor                                    | 2:57                               |
| 27.                                | «The Lone Star Trail» (1930)                | Ken Maynard                                    | 3:12                               |
| 28.                                | «Fishing Blues» (1928)                      | Henry Thomas                                   | 2:44                               |

## Сертифікації
| Регіон                                             | Сертифікація | Продажі  |
| -------------------------------------------------- | ------------ | -------- |
| США (RIAA)                                         | Золотий      | 500 000^ |
| ^відвантаження, що базуються лише на сертифікаціях |              |          |